# 桓宗 (西夏)
桓宗（かんそう）は、西夏の第6代皇帝。諱は純佑。仁宗の長男。

## 生涯
天慶7年（1200年）に母の羅太后が病に罹ると、金から医師を呼んで薬を処方させた。
天慶12年（1205年）に西夏は初めてチンギス・カン率いるモンゴル軍の侵入を受ける。モンゴル軍の包囲を受けた力吉里（エリンリキ）の城砦は陥落し、経落思（ケレンクルシ）城は略奪され、住民とラクダがモンゴル軍に奪われた。翌応天元年（1206年）に羅太后と甥の李安全を中心とする一派によって帝位を廃され、配所で没した。